# KickassTorrents
KickassTorrents（KAT）は、トレントファイルやマグネットリンクのウェブディレクトリを提供し、BitTorrentプロトコルを用いたP2Pファイル共有を促進するウェブサイトであった。2008年に設立され、2014年11月にはパイレート・ベイを抜いて世界で最も訪問者の多いBitTorrentディレクトリとなったと、同サイトのアレクサランキングが示している。KATは2016年7月20日にアメリカ政府によってドメインが押収され、オフラインとなった。同時に、同サイトのプロキシサーバもスタッフによって停止された。
2016年12月、KATの元スタッフは、前身サイトの機能と外観を備えたウェブサイトを作成し、KATコミュニティを復活させた。

## 歴史
KATは2008年11月にドメイン名 kickasstorrents.comで最初に立ち上げられた。2011年4月、DemonoidやTorrentzに対して行われたアメリカ合衆国司法省による一連のドメイン名押収を受け、フィリピンのドメイン「kat.ph」に移転した。その後、運営者たちは半年ごとにドメインを変更する計画のもと、ka.tt、kickass.to、kickass.so、kickasstorrents.im、kat.crなど複数のドメインを経由した。
2016年6月、KATは公式のTorネットワーク上の.onionアドレスを追加した。

### ブロッキングと検閲
KickassTorrentsは、自らのウェブサイト上でDMCAに準拠しており、著作権者から報告された侵害トレントを削除していると主張していた。
2013年2月28日、イギリスのインターネットサービスプロバイダ（ISP）は、ロンドンの高等法院によってKickassTorrentsを含む2つのトレントサイトへのアクセスをブロックするよう命じられた。判事であるリチャード・アーノルドは、同サイトの設計が著作権侵害に寄与していると判断した。6月14日、KickassTorrentsは定期的なドメイン変更の一環として、トンガのドメイン名であるkickass.toに移行した。
その後の6月23日、KickassTorrentsはモーション・ピクチャー・アソシエーションの要請によりGoogle検索から削除された。2013年8月末には、ベルギーのISPによってKATがブロックされた。2014年1月には、複数のアイルランドのISPがKATのブロックを開始し、 2月にはTwitterがKATへのリンクをブロックしたが、数日後に解除された。2014年6月には、マレーシアでKATが著作権法違反のためマレーシア通信マルチメディア委員会によってブロックされた。
2014年12月、KATは定期的なドメイン変更の一環として、ソマリアのドメイン名kickass.soに移行したと報じられた。2015年2月9日、kickass.soはWHOIS上で「banned」と表示され、サイトはオフラインとなった。同日中にkickass.toドメインへと戻された。2月14日、「kickass.to」という文言を含むメッセージがSteamのチャットでブロックされていることが判明したが、「kickass.so」や他のトレントサイトは「potentially malicious」としてフラグされるにとどまり、ブロックはされていなかった。
2015年4月23日、KATはマン島のドメインkickasstorrents.imに移行したが、同日中に停止され、4月24日にはコスタリカのドメインkat.crに移行した。2015年7月までに、kat.crドメインはGoogle検索の結果から削除された。その後、多くの地域でKATを検索すると、訪問者にマルウェアをダウンロードさせようとする偽のKATサイトが上位に表示されるようになった。
2015年10月、ポルトガルでは裁判所を通さず、ISP・著作権者・文化省の三者間で自発的な合意が結ばれ、KATを含む主要なBitTorrentサイトへのアクセスがブロックされた。同時期、インドでも著作権侵害によりKATが禁止された。また、同時期にGoogle ChromeおよびMozilla Firefoxは、KATの広告の一部がマルウェアにリンクしていたとして、同サイトへのアクセスをブロックした。2016年4月、Google ChromeとMozilla Firefoxは、フィッシングの懸念からKATを再びブロックした。両者のブロックは、KATが懸念事項に対処した後に解除された。
2016年8月、同サイトの主要ドメインの1つが売りに出された。

### 容疑者の逮捕

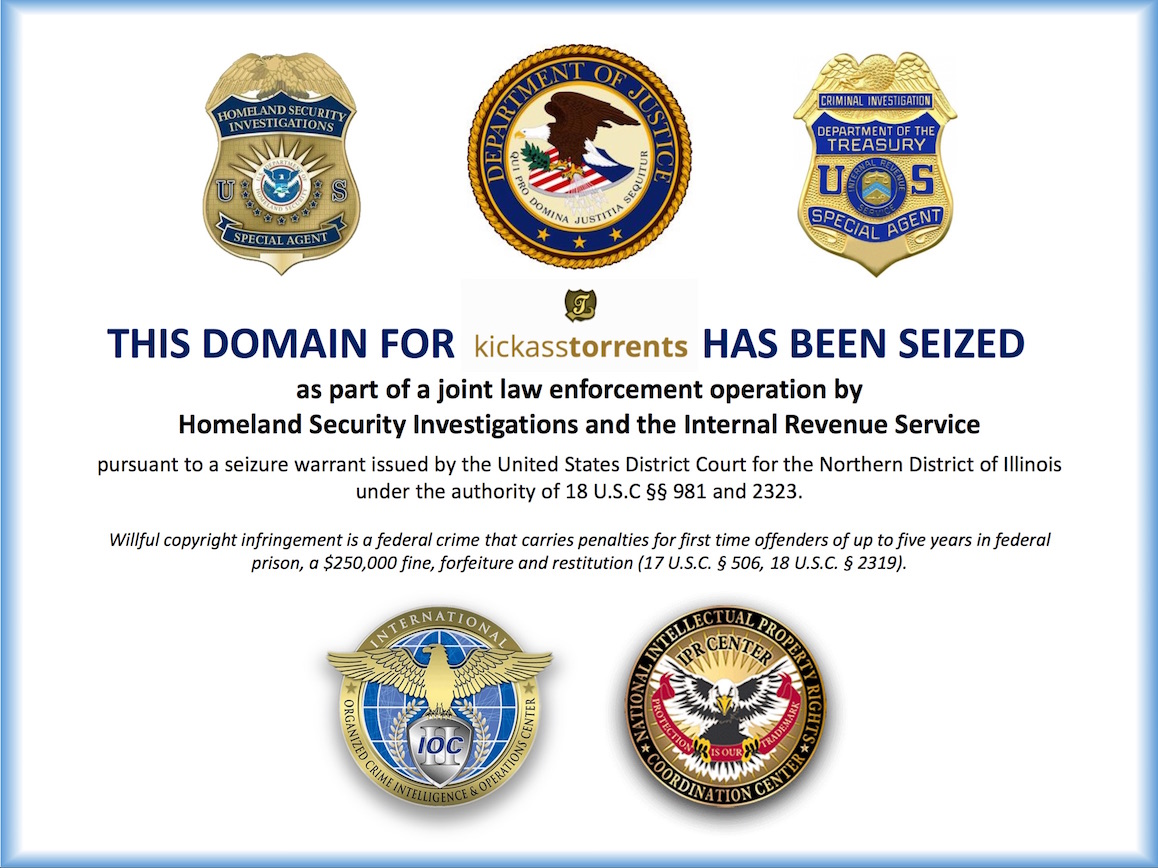
KickassTorrentsの押収後に表示された告知

2016年7月20日、アメリカ合衆国司法省はKAT.crドメインを押収し、その容疑者を特定したと発表した。30歳のウクライナ人男性で、ネット上では「tirm」として知られるアルテム・ヴァウリン（ウクライナ語: Артем Ваулін）が、アメリカの4件の刑事告発を受けてポーランドで拘束された。KAT.crのドメインが押収された後、残りのドメインは自主的にオフラインとなった。
KATのオリジナルドメインが押収された後、複数の非公式ミラーサイトがオンライン化された。これらは元の運営チームとは無関係であり、同チームはユーザーに注意を促している。これらのミラーのうちいくつかはその後閉鎖された。
捜査は特別捜査官ジャレッド・ダー＝イェギアンによって主導され、ヴァウリンがiTunesでの取引に使用したIPアドレスと、KATのFacebookページにログインする際に使用したIPアドレスを照合することで逮捕に至った。また、FBIは広告主を装い、サイトに関連する銀行口座の情報を取得した。
イリノイ州北部地区連邦地方裁判所に国土安全保障捜査局が提出した刑事告発状には、当局がKATのハードディスク全体、メールサーバを含むデータを保有していると記されていた。捜査官らは、KATが年間1,200万ドル以上の広告収入を得ていたと推定している。
2016年8月下旬、アメリカ合衆国司法省は告発に続いて、ヴァウリンと他の2名、イェヴゲン・クツェンコおよびオレクサンドル・ラドスティンに対して正式な大陪審による起訴を行った。この時点でもヴァウリンはポーランドの刑務所に拘束されていた。ヴァウリンはポーランドおよびアメリカの法的代理人を獲得しており、後者はen:Ira P. Rothkenが務めていた。
2016年11月、ポーランドの控訴裁判所は、アメリカ側が提出した証拠が拘束の継続に十分であるとして、ヴァウリンの保釈を認めなかった。
2016年12月、アルテム・ヴァウリンは重度の背中の問題により刑務所から病院へ移送された。当初、裁判所は彼の症状が入院を要するほどではないと判断したが、後に刑務所長が適切な医療を受けさせるために移送を許可した。医師は彼に部分的な麻痺および下肢の感覚喪失を診断し、手術が必要であると結論づけた。この健康状態により、いくつかの係争中の身柄引き渡し審理が延期された。
2017年2月、一審のワルシャワ地方裁判所は、アルテム・ヴァウリンのアメリカ合衆国への引き渡しを承認した。この決定は身柄引き渡し手続の第一段階であり、最終的な決定は司法大臣によって下される前に、二つの司法審級による審査を含んでいた。その間、ヴァウリンは依然として重度の背中の問題に対する医療処置を受けるため入院していた。
2017年5月18日、ヴァウリンは人道的理由によりにより保釈され、その保釈金は108,000ドルに設定された。保釈の条件として国外への出国は禁止され、旅券は押収された。釈放後、ヴァウリンは妻および5歳の息子と共にワルシャワの賃貸アパートへ移り、引き続き進行中の身柄引き渡し手続における二審裁判所の決定を待つこととなった。
2020年後半、アルテム・ヴァウリンは予期せずポーランドを離れ、保釈条件に違反したことで行方不明となった。その結果、2020年8月26日にワルシャワ地方裁判所は彼の保釈金を没収し、ポーランドにおける身柄引き渡し手続は終了した。ヴァウリンとの連絡が途絶えたことを受け、アメリカ合衆国における彼の弁護団は訴訟から撤退し、イリノイ州北部地区連邦地方裁判所は被告人の身柄が確保されるまで訴訟を一時停止することを決定した。

### 復活
2016年12月中旬、一部の旧KATスタッフおよびモデレーターが、オリジナルと類似した外観のウェブサイトをドメインkatcr.coで立ち上げた。このサイトは2020年7月以降オフラインとなっている。